# 加爾米峰
46°30′24″N 8°11′5.4″E / 46.50667°N 8.184833°E

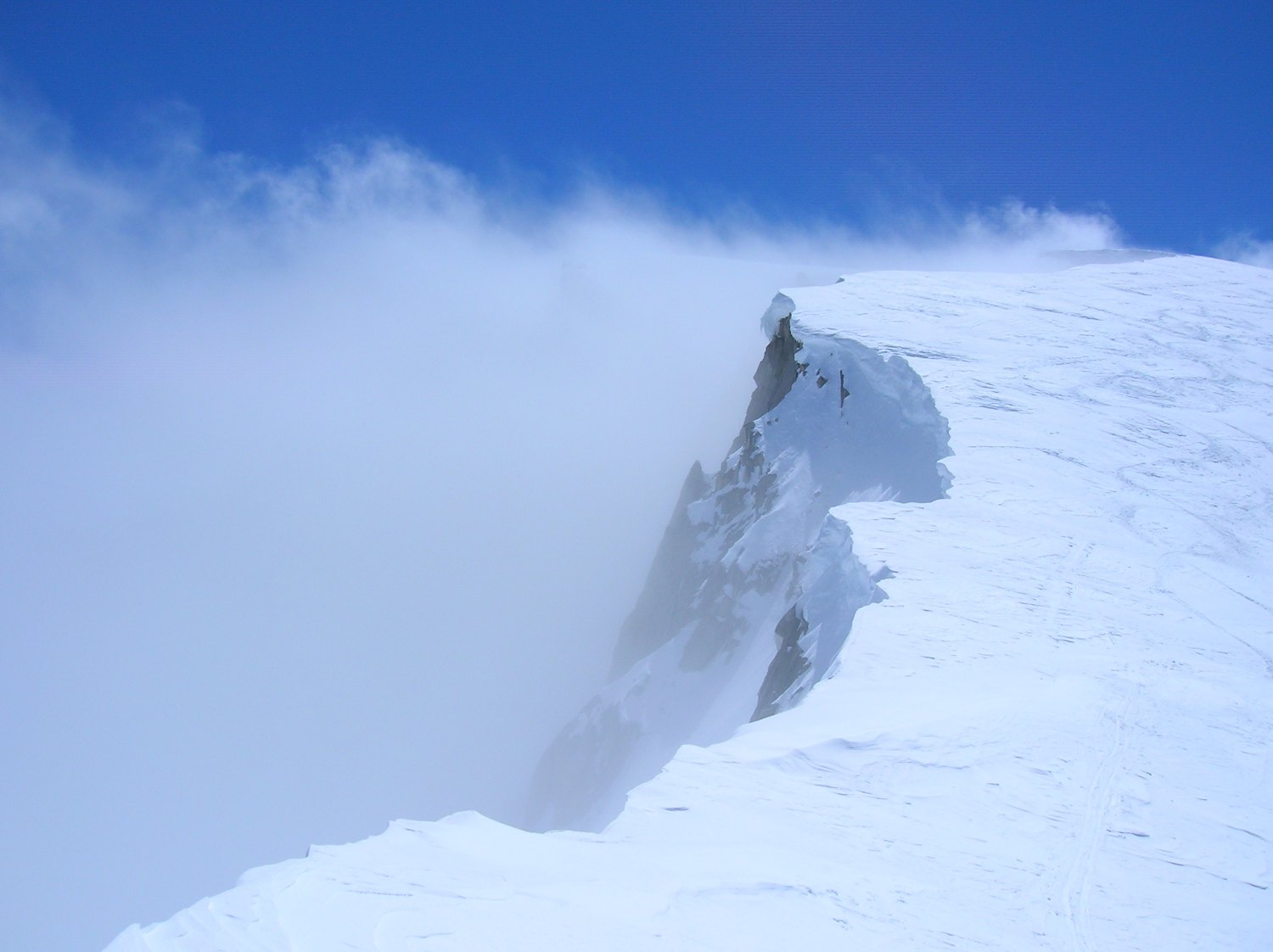

加爾米峰（德語：Galmihorn）是瑞士瓦萊州的山峰，位於該國南部，屬於伯尔尼山的一部分，海拔高度3,505米，每年平均降雨量2,221毫米。

## 外部連結
- Galmihorn on Hikr（页面存档备份，存于）